# Emiliano Zapata (Chichonal de la Boyería)
Emiliano Zapata (Chichonal de la Boyería) es una localidad del municipio de Huimanguillo ubicado en la subregión de la Chontalpa del estado mexicano de Tabasco.

## Geografía
La localidad de Emiliano Zapata (Chichonal de la Boyería) se sitúa en las coordenadas geográficas 18°04′33″N 93°45′43″O / 18.075833, -93.761944, a una elevación de 19 metros sobre el nivel del mar.

## Demografía
Según el Conteo de Población y Vivienda 2020, efectuado por el Instituto Nacional de Estadística y Geografía, la localidad de Emiliano Zapata (Chichonal de la Boyería) tiene 194 habitantes, de los cuales 106 son del sexo masculino y 88 del sexo femenino. Su tasa de fecundidad es de 2.78 hijos por mujer y tiene 51 viviendas particulares habitadas.
| Gráfica de evolución demográfica de Emiliano Zapata (Chichonal de la Boyería) entre 1970 y 2020 |
|                                                                                                 |
| INEGI.                                                                                          |